# 9e étape du Tour d'Italie 2025
Pour un article plus général, voir Tour d'Italie 2025.
La 9e étape du Tour d'Italie 2025 se déroule le dimanche 18 mai 2025 entre Gubbio, en Ombrie, et Sienne, en Toscane, sur une distance de 181 km.

## Parcours
Cette étape vallonnée met le cap à l'ouest pour rejoindre Sienne où l’entrée de la ville se fait par le Muro di Santa Caterina et l'arrivée sur la Piazza del Campo, lieu d'arrivée des Strade Bianche. Cinq sections de routes blanches pour un total de 29,5 km sont empruntées lors du dernier tiers du parcours.

## Déroulement de la course
Six coureurs échappés se présentent ensemble au début du premier chemin blanc à 67 kilomètres de l'arrivée. Ces coureurs sont Kaden Groves, Taco van der Hoorn, Luke Lamperti, Quinten Hermans, Dries De Bondt et Milan Fretin. Très vite, ce groupe explose et Groves et Hermans se retrouvent seuls en tête. Dans le deuxième secteur de chemin blanc, Groves et Hermans sont rattrapés par Wout van Aert, Isaac Del Toro, Egan Bernal, Thymen Arensman et Brandon Rivera alors que Primož Roglič et Tom Pidcock chutent puis sont victimes d'une crevaison. À la sortie du troisième chemin blanc (34 km de l'arrivée), ils ne sont plus que quatre dans le groupe de tête : Bernal, Rivera, Del Toro et van Aert. À 20 kilomètres du terme, dans le quatrième secteur, Del Toro attaque. Seul van Aert parvient à le suivre. Ensuite, Bernal rentre sur le duo puis Mathias Vacek, revenu de l'arrière. Nouvelle attaque de Del Toro dans la dernière section de chemin blanc (15 km de l'arrivée). Encore une fois, van Aert est le seul à pouvoir le suivre. Les deux hommes creusent un écart suffisant et ne sont plus rattrapés. À Sienne, dans la rampe finale, Isaac Del Toro tente de décrocher Wout van Aert mais le Belge s'accroche et passe le Mexicain sur le plat dans les derniers hectomètres pour l'emporter. Del Toro endosse le maillot rose.

## Résultats

### Classement de l'étape
| \| Classement de l'étape \| Classement de l'étape \| Classement de l'étape \| Classement de l'étape \| Classement de l'étape \| \| Coureur \| Coureur \| Pays \| Équipe \| Temps \| \| --------------------- \| --------------------- \| --------------------- \| -------------------------- \| --------------------- \| \| 1er \| Wout van Aert \| Belgique \| Team Visma \\| Lease a Bike \| 4 h 15 min 08 s \| \| 2e \| Isaac Del Toro \| Mexique \| UAE Team Emirates XRG \| + 0 s \| \| 3e \| Giulio Ciccone \| Italie \| Lidl-Trek \| + 58 s \| \| 4e \| Richard Carapaz \| Équateur \| EF Education-EasyPost \| + 58 s \| \| 5e \| Simon Yates \| Royaume-Uni \| Team Visma \\| Lease a Bike \| + 1 min 00 s \| \| 6e \| Antonio Tiberi \| Italie \| Bahrain Victorious \| + 1 min 00 s \| \| 7e \| Juan Ayuso \| Espagne \| UAE Team Emirates XRG \| + 1 min 07 s \| \| 8e \| Thymen Arensman \| Pays-Bas \| Ineos Grenadiers \| + 1 min 10 s \| \| 9e \| Egan Bernal \| Colombie \| Ineos Grenadiers \| + 1 min 10 s \| \| 10e \| Adam Yates \| Royaume-Uni \| UAE Team Emirates XRG \| + 1 min 10 s \| |                 |             |                            |                 |
| |                 |             |                            |                 |
| Source : ProCyclingStats |                 |             |                            |                 |
| Classement de l'étape |                 |             |                            |                 |
| Coureur | Coureur         | Pays        | Équipe                     | Temps           |
| 1er | Wout van Aert   | Belgique    | Team Visma \| Lease a Bike | 4 h 15 min 08 s |
| 2e | Isaac Del Toro  | Mexique     | UAE Team Emirates XRG      | + 0 s           |
| 3e | Giulio Ciccone  | Italie      | Lidl-Trek                  | + 58 s          |
| 4e | Richard Carapaz | Équateur    | EF Education-EasyPost      | + 58 s          |
| 5e | Simon Yates     | Royaume-Uni | Team Visma \| Lease a Bike | + 1 min 00 s    |
| 6e | Antonio Tiberi  | Italie      | Bahrain Victorious         | + 1 min 00 s    |
| 7e | Juan Ayuso      | Espagne     | UAE Team Emirates XRG      | + 1 min 07 s    |
| 8e | Thymen Arensman | Pays-Bas    | Ineos Grenadiers           | + 1 min 10 s    |
| 9e | Egan Bernal     | Colombie    | Ineos Grenadiers           | + 1 min 10 s    |
| 10e | Adam Yates      | Royaume-Uni | UAE Team Emirates XRG      | + 1 min 10 s    |

### Points attribués pour le classement par points
| Sprint intermédiaire Mercatale (km 46,6) | Sprint intermédiaire Mercatale (km 46,6) | Sprint intermédiaire Mercatale (km 46,6) | Sprint intermédiaire Mercatale (km 46,6) | Sprint intermédiaire Mercatale (km 46,6) |
| ---------------------------------------- | ---------------------------------------- | ---------------------------------------- | ---------------------------------------- | ---------------------------------------- |
|                                          | Coureur                                  | Pays                                     | Équipe                                   | Point(s)                                 |
| 1er                                      | Dries De Bondt                           | Belgique                                 | Decathlon AG2R La Mondiale Team          | 12                                       |
| 2e                                       | Taco van der Hoorn                       | Pays-Bas                                 | Intermarché - Wanty                      | 8                                        |
| 3e                                       | Milan Fretin                             | Belgique                                 | Cofidis                                  | 5                                        |
| 4e                                       | Luke Lamperti                            | États-Unis                               | Soudal Quick-Step                        | 3                                        |
| 5e                                       | Quinten Hermans                          | Belgique                                 | Alpecin - Deceuninck                     | 1                                        |
| modifier                                 |                                          |                                          |                                          |                                          |

| Sprint intermédiaire Sinalunga (km 91,6) | Sprint intermédiaire Sinalunga (km 91,6) | Sprint intermédiaire Sinalunga (km 91,6) | Sprint intermédiaire Sinalunga (km 91,6) | Sprint intermédiaire Sinalunga (km 91,6) |
| ---------------------------------------- | ---------------------------------------- | ---------------------------------------- | ---------------------------------------- | ---------------------------------------- |
|                                          | Coureur                                  | Pays                                     | Équipe                                   | Point(s)                                 |
| 1er                                      | Dries De Bondt                           | Belgique                                 | Decathlon AG2R La Mondiale Team          | 12                                       |
| 2e                                       | Quinten Hermans                          | Belgique                                 | Alpecin - Deceuninck                     | 8                                        |
| 3e                                       | Kaden Groves                             | Australie                                | Alpecin - Deceuninck                     | 5                                        |
| 4e                                       | Milan Fretin                             | Belgique                                 | Cofidis                                  | 3                                        |
| 5e                                       | Taco van der Hoorn                       | Pays-Bas                                 | Intermarché - Wanty                      | 1                                        |
| modifier                                 |                                          |                                          |                                          |                                          |

| \| Arrivée d'étape Sienne (km 181) \| Arrivée d'étape Sienne (km 181) \| Arrivée d'étape Sienne (km 181) \| Arrivée d'étape Sienne (km 181) \| Arrivée d'étape Sienne (km 181) \| \| ------------------------------- \| ------------------------------- \| ------------------------------- \| ------------------------------- \| ------------------------------- \| \| \| Coureur \| Pays \| Équipe \| Point(s) \| \| 1er \| Wout van Aert \| Belgique \| Team Visma \\| Lease a Bike \| 25 \| \| 2e \| Isaac Del Toro \| Mexique \| UAE Team Emirates XRG \| 18 \| \| 3e \| Giulio Ciccone \| Italie \| Lidl - Trek \| 12 \| \| 4e \| Richard Carapaz \| Équateur \| EF Education - EasyPost \| 8 \| \| 5e \| Simon Yates \| Grande-Bretagne \| Team Visma \\| Lease a Bike \| 6 \| \| 6e \| Antonio Tiberi \| Italie \| Bahrain - Victorious \| 5 \| \| 7e \| Juan Ayuso \| Espagne \| UAE Team Emirates XRG \| 4 \| \| 8e \| Thymen Arensman \| Pays-Bas \| INEOS Grenadiers \| 3 \| \| 9e \| Egan Bernal \| Colombie \| INEOS Grenadiers \| 2 \| \| 10e \| Adam Yates \| Grande-Bretagne \| UAE Team Emirates XRG \| 1 \| \| modifier \| \| \| \| \| |                 |                 |                            |          |
| Arrivée d'étape Sienne (km 181) |                 |                 |                            |          |
| | Coureur         | Pays            | Équipe                     | Point(s) |
| 1er | Wout van Aert   | Belgique        | Team Visma \| Lease a Bike | 25       |
| 2e | Isaac Del Toro  | Mexique         | UAE Team Emirates XRG      | 18       |
| 3e | Giulio Ciccone  | Italie          | Lidl - Trek                | 12       |
| 4e | Richard Carapaz | Équateur        | EF Education - EasyPost    | 8        |
| 5e | Simon Yates     | Grande-Bretagne | Team Visma \| Lease a Bike | 6        |
| 6e | Antonio Tiberi  | Italie          | Bahrain - Victorious       | 5        |
| 7e | Juan Ayuso      | Espagne         | UAE Team Emirates XRG      | 4        |
| 8e | Thymen Arensman | Pays-Bas        | INEOS Grenadiers           | 3        |
| 9e | Egan Bernal     | Colombie        | INEOS Grenadiers           | 2        |
| 10e | Adam Yates      | Grande-Bretagne | UAE Team Emirates XRG      | 1        |
| modifier |                 |                 |                            |          |

### Points attribués pour le classement du meilleur grimpeur
| La Cima (km 52,4) 3e catégorie (4,2 km à 7,6%) | La Cima (km 52,4) 3e catégorie (4,2 km à 7,6%) | La Cima (km 52,4) 3e catégorie (4,2 km à 7,6%) | La Cima (km 52,4) 3e catégorie (4,2 km à 7,6%) | La Cima (km 52,4) 3e catégorie (4,2 km à 7,6%) |
| ---------------------------------------------- | ---------------------------------------------- | ---------------------------------------------- | ---------------------------------------------- | ---------------------------------------------- |
|                                                | Coureur                                        | Pays                                           | Équipe                                         | Point(s)                                       |
| 1er                                            | Quinten Hermans                                | Belgique                                       | Alpecin - Deceuninck                           | 9                                              |
| 2e                                             | Taco van der Hoorn                             | Pays-Bas                                       | Intermarché - Wanty                            | 4                                              |
| 3e                                             | Dries De Bondt                                 | Belgique                                       | Decathlon AG2R La Mondiale Team                | 2                                              |
| 4e                                             | Milan Fretin                                   | Belgique                                       | Cofidis                                        | 1                                              |
| modifier                                       |                                                |                                                |                                                |                                                |

| San Martino in Grania (km 147) 4e catégorie (1 km à 7,1%) | San Martino in Grania (km 147) 4e catégorie (1 km à 7,1%) | San Martino in Grania (km 147) 4e catégorie (1 km à 7,1%) | San Martino in Grania (km 147) 4e catégorie (1 km à 7,1%) | San Martino in Grania (km 147) 4e catégorie (1 km à 7,1%) |
| --------------------------------------------------------- | --------------------------------------------------------- | --------------------------------------------------------- | --------------------------------------------------------- | --------------------------------------------------------- |
|                                                           | Coureur                                                   | Pays                                                      | Équipe                                                    | Point(s)                                                  |
| 1er                                                       | Egan Bernal                                               | Colombie                                                  | INEOS Grenadiers                                          | 3                                                         |
| 2e                                                        | Wout van Aert                                             | Belgique                                                  | Team Visma \| Lease a Bike                                | 2                                                         |
| 3e                                                        | Isaac Del Toro                                            | Mexique                                                   | UAE Team Emirates XRG                                     | 1                                                         |
| modifier                                                  |                                                           |                                                           |                                                           |                                                           |

### Points attribués pour le classement des sprints intermédiaires
| \| Red Bull KM Sprint Colle Pinzuto (km 167,1) \| Red Bull KM Sprint Colle Pinzuto (km 167,1) \| Red Bull KM Sprint Colle Pinzuto (km 167,1) \| Red Bull KM Sprint Colle Pinzuto (km 167,1) \| Red Bull KM Sprint Colle Pinzuto (km 167,1) \| \| ------------------------------------------- \| ------------------------------------------- \| ------------------------------------------- \| ------------------------------------------- \| ------------------------------------------- \| \| \| Coureur \| Pays \| Équipe \| Point(s) \| \| 1er \| Isaac Del Toro \| Mexique \| UAE Team Emirates XRG \| 15 \| \| 2e \| Wout van Aert \| Belgique \| Team Visma \\| Lease a Bike \| 8 \| \| 3e \| Egan Bernal \| Colombie \| INEOS Grenadiers \| 5 \| \| 4e \| Mathias Vacek \| République tchèque \| Lidl - Trek \| 3 \| \| 5e \| Richard Carapaz \| Équateur \| EF Education - EasyPost \| 1 \| \| modifier \| \| \| \| \| |                 |                    |                            |          |
| Red Bull KM Sprint Colle Pinzuto (km 167,1) |                 |                    |                            |          |
| | Coureur         | Pays               | Équipe                     | Point(s) |
| 1er | Isaac Del Toro  | Mexique            | UAE Team Emirates XRG      | 15       |
| 2e | Wout van Aert   | Belgique           | Team Visma \| Lease a Bike | 8        |
| 3e | Egan Bernal     | Colombie           | INEOS Grenadiers           | 5        |
| 4e | Mathias Vacek   | République tchèque | Lidl - Trek                | 3        |
| 5e | Richard Carapaz | Équateur           | EF Education - EasyPost    | 1        |
| modifier |                 |                    |                            |          |

### Bonifications
|   | Coureur        | Pays     | Équipe                     | Secondes |
| - | -------------- | -------- | -------------------------- | -------- |
| 1 | Isaac Del Toro | Mexique  | UAE Team Emirates XRG      | 6 s      |
| 2 | Wout van Aert  | Belgique | Team Visma \| Lease a Bike | 4 s      |
| 3 | Egan Bernal    | Colombie | INEOS Grenadiers           | 2 s      |

|   | Coureur        | Pays     | Équipe                     | Secondes |
| - | -------------- | -------- | -------------------------- | -------- |
| 1 | Wout van Aert  | Belgique | Team Visma \| Lease a Bike | 10 s     |
| 2 | Isaac Del Toro | Mexique  | UAE Team Emirates XRG      | 6 s      |
| 3 | Giulio Ciccone | Italie   | Lidl - Trek                | 4 s      |

## Classements à l'issue de l'étape

### Classement général
| \| Classement général \| Classement général \| Classement général \| Classement général \| Classement général \| \| Coureur \| Coureur \| Pays \| Équipe \| Temps \| \| ------------------ \| ------------------ \| ------------------ \| -------------------------- \| ------------------ \| \| 1er \| Isaac Del Toro \| Mexique \| UAE Team Emirates XRG \| 33 h 36 min 45 s \| \| 2e \| Juan Ayuso \| Espagne \| UAE Team Emirates XRG \| + 1 min 13 s \| \| 3e \| Antonio Tiberi \| Italie \| Bahrain Victorious \| + 1 min 30 s \| \| 4e \| Richard Carapaz \| Équateur \| EF Education-EasyPost \| + 1 min 40 s \| \| 5e \| Giulio Ciccone \| Italie \| Lidl-Trek \| + 1 min 41 s \| \| 6e \| Simon Yates \| Royaume-Uni \| Team Visma \\| Lease a Bike \| + 1 min 42 s \| \| 7e \| Egan Bernal \| Colombie \| Ineos Grenadiers \| + 1 min 57 s \| \| 8e \| Brandon McNulty \| États-Unis \| UAE Team Emirates XRG \| + 1 min 59 s \| \| 9e \| Adam Yates \| Royaume-Uni \| UAE Team Emirates XRG \| + 2 min 01 s \| \| 10e \| Primož Roglič \| Slovénie \| Red Bull-Bora-Hansgrohe \| + 2 min 05 s \| |                 |             |                            |                  |
| |                 |             |                            |                  |
| Source : ProCyclingStats |                 |             |                            |                  |
| Classement général |                 |             |                            |                  |
| Coureur | Coureur         | Pays        | Équipe                     | Temps            |
| 1er | Isaac Del Toro  | Mexique     | UAE Team Emirates XRG      | 33 h 36 min 45 s |
| 2e | Juan Ayuso      | Espagne     | UAE Team Emirates XRG      | + 1 min 13 s     |
| 3e | Antonio Tiberi  | Italie      | Bahrain Victorious         | + 1 min 30 s     |
| 4e | Richard Carapaz | Équateur    | EF Education-EasyPost      | + 1 min 40 s     |
| 5e | Giulio Ciccone  | Italie      | Lidl-Trek                  | + 1 min 41 s     |
| 6e | Simon Yates     | Royaume-Uni | Team Visma \| Lease a Bike | + 1 min 42 s     |
| 7e | Egan Bernal     | Colombie    | Ineos Grenadiers           | + 1 min 57 s     |
| 8e | Brandon McNulty | États-Unis  | UAE Team Emirates XRG      | + 1 min 59 s     |
| 9e | Adam Yates      | Royaume-Uni | UAE Team Emirates XRG      | + 2 min 01 s     |
| 10e | Primož Roglič   | Slovénie    | Red Bull-Bora-Hansgrohe    | + 2 min 05 s     |

### Classement par points
| Classement par points | Classement par points | Classement par points | Classement par points      | Classement par points |
| Coureur               | Coureur               | Pays                  | Équipe                     | Points                |
| --------------------- | --------------------- | --------------------- | -------------------------- | --------------------- |
| 1er                   | Mads Pedersen         | Danemark              | Lidl-Trek                  | 153 pts               |
| 2e                    | Alessandro Tonelli    | Italie                | Team Polti VisitMalta      | 59 pts                |
| 3e                    | Olav Kooij            | Pays-Bas              | Team Visma \| Lease a Bike | 55 pts                |
| 4e                    | Casper van Uden       | Pays-Bas              | Team Picnic-PostNL         | 50 pts                |
| 5e                    | Wout van Aert         | Belgique              | Team Visma \| Lease a Bike | 43 pts                |
| 6e                    | Orluis Aular          | Venezuela             | Movistar Team              | 42 pts                |
| 7e                    | Edoardo Zambanini     | Italie                | Bahrain Victorious         | 41 pts                |
| 8e                    | Isaac Del Toro        | Mexique               | UAE Team Emirates XRG      | 36 pts                |
| 9e                    | Taco van der Hoorn    | Pays-Bas              | Intermarché-Wanty          | 34 pts                |
| 10e                   | Tom Pidcock           | Royaume-Uni           | Q36.5 Pro Cycling Team     | 31 pts                |

### Classement de la montagne
| Classement de la montagne | Classement de la montagne | Classement de la montagne | Classement de la montagne     | Classement de la montagne |
| Coureur                   | Coureur                   | Pays                      | Équipe                        | Points                    |
| ------------------------- | ------------------------- | ------------------------- | ----------------------------- | ------------------------- |
| 1er                       | Lorenzo Fortunato         | Italie                    | XDS Astana Team               | 98 pts                    |
| 2e                        | Juan Ayuso                | Espagne                   | UAE Team Emirates XRG         | 50 pts                    |
| 3e                        | Paul Double               | Royaume-Uni               | Team Jayco AlUla              | 36 pts                    |
| 4e                        | Manuele Tarozzi           | Italie                    | VF Group-Bardiani CSF-Faizanè | 32 pts                    |
| 5e                        | Isaac Del Toro            | Mexique                   | UAE Team Emirates XRG         | 25 pts                    |
| 6e                        | Egan Bernal               | Colombie                  | Ineos Grenadiers              | 19 pts                    |
| 6e                        | Sylvain Moniquet          | Belgique                  | Cofidis                       | 22 pts                    |
| 7e                        | Romain Bardet             | France                    | Team Picnic-PostNL            | 18 pts                    |
| 8e                        | Taco van der Hoorn        | Pays-Bas                  | Intermarché-Wanty             | 18 pts                    |
| 9e                        | Diego Ulissi              | Italie                    | XDS Astana Team               | 17 pts                    |
| 10e                       | Alessandro Tonelli        | Italie                    | Team Polti VisitMalta         | 16 pts                    |

### Classement du meilleur jeune
| Classement du meilleur jeune | Classement du meilleur jeune | Classement du meilleur jeune | Classement du meilleur jeune | Classement du meilleur jeune |
| Coureur                      | Coureur                      | Pays                         | Équipe                       | Temps                        |
| ---------------------------- | ---------------------------- | ---------------------------- | ---------------------------- | ---------------------------- |
| 1er                          | Isaac Del Toro               | Mexique                      | UAE Team Emirates XRG        | 33 h 36 min 45 s             |
| 2e                           | Juan Ayuso                   | Espagne                      | UAE Team Emirates XRG        | + 1 min 13 s                 |
| 3e                           | Antonio Tiberi               | Italie                       | Bahrain Victorious           | + 1 min 30 s                 |
| 4e                           | Mathias Vacek                | Tchéquie                     | Lidl-Trek                    | + 3 min 23 s                 |
| 5e                           | Giulio Pellizzari            | Italie                       | Red Bull-Bora-Hansgrohe      | + 3 min 43 s                 |
| 6e                           | Davide Piganzoli             | Italie                       | Team Polti VisitMalta        | + 3 min 46 s                 |
| 7e                           | Max Poole                    | Royaume-Uni                  | Team Picnic-PostNL           | + 5 min 35 s                 |
| 8e                           | Martin Tjøtta                | Norvège                      | Arkéa-B&B Hotels             | + 9 min 46 s                 |
| 9e                           | Embret Svestad-Bårdseng      | Norvège                      | Arkéa-B&B Hotels             | + 11 min 11 s                |
| 10e                          | Edoardo Zambanini            | Italie                       | Bahrain Victorious           | + 13 min 34 s                |

### Classement par équipes
| Classement par équipes | Classement par équipes     | Classement par équipes | Classement par équipes |
| Équipe                 | Équipe                     | Pays                   | Temps                  |
| ---------------------- | -------------------------- | ---------------------- | ---------------------- |
| 1re                    | UAE Team Emirates XRG      | Émirats arabes unis    | 100 h 49 min 54 s      |
| 2e                     | Lidl-Trek                  | États-Unis             | + 12 min 15 s          |
| 3e                     | Team Visma \| Lease a Bike | Pays-Bas               | + 12 min 49 s          |
| 4e                     | Ineos Grenadiers           | Royaume-Uni            | + 15 min 37 s          |
| 5e                     | XDS Astana Team            | Kazakhstan             | + 16 min 09 s          |
| 6e                     | Bahrain-Victorious         | Bahreïn                | + 16 min 37 s          |
| 7e                     | Red Bull-BORA-hansgrohe    | Allemagne              | + 19 min 34 s          |
| 8e                     | Team Jayco AlUla           | Australie              | + 21 min 06 s          |
| 9e                     | Movistar Team              | Espagne                | + 26 min 23 s          |
| 10e                    | EF Education-EasyPost      | États-Unis             | + 26 min 48 s          |

## Abandons
- 37 -  Andrea Pasqualon (Bahrain Victorious) : abandon
- 152 -  Koen Bouwman (Jayco AlUla) : non-partant